# Jan Styrna

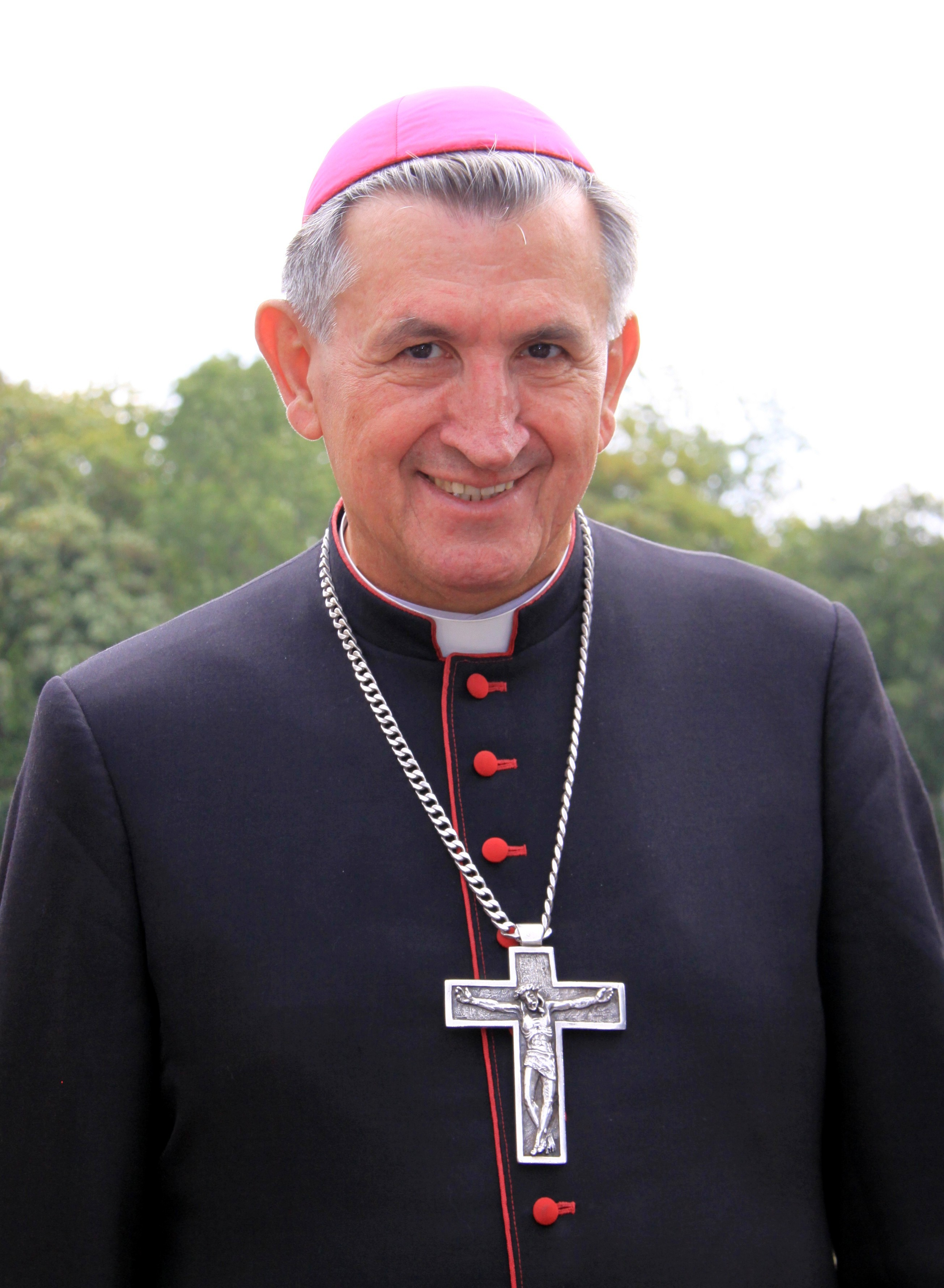
Jan Styrna, 2009

Jan Styrna (* 25. Januar 1941 in Przyborów, Woiwodschaft Kleinpolen; † 28. September 2022 in Elbląg) war ein polnischer Geistlicher und römisch-katholischer Bischof von Elbląg.

## Leben
Jan Styrna begann 1959 nach seinem Abschluss am Gymnasium in Tarnów ein philosophisches und theologisches Studium am Theologischen Seminar in Tarnów. Der Bischof von Tarnów, Jerzy Karol Ablewicz, weihte ihn am 27. Juni 1965 in der Kathedrale von Tarnów zum Priester. Er war Vikar in Nowy Wiśnicz und wurde 1971 zu einem Aufbaustudium im Fach Pastoraltheologie an der Katholischen Universität Lublin freigestellt, das er mit der Promotion zum Dr. theol. abschloss. Von 1978 bis 1980 war er Pfarrer der polnischen Arbeiter in der DDR im Erzbistum Berlin. Anschließend war er Dozent am Institut für Familienstudien an der Akademie für Katholische Theologie in Warschau (1980–1982) und am Priesterseminar in Tarnów. Von 1982 bis 1991 war er Gemeindepfarrer und Dekan in Biecz.
Papst Johannes Paul II. ernannte ihn am 22. Juni 1991 zum Titularbischof von Aquipendium und Weihbischof in Tarnów. Der Erzbischof ad personam von Lublin, Józef Mirosław Życiński, spendete ihm am 28. Juli desselben Jahres in der Kathedrale von Tarnów die Bischofsweihe; Mitkonsekratoren waren Ignacy Tokarczuk, Erzbischof von Przemyśl, und Piotr Bednarczyk, Weihbischof in Tarnów. Sein Wahlspruch war In Nomine Domini („Im Namen des Herrn“). 
Am 2. August 2003 wurde er zum Bischof von Elbląg ernannt und am 23. August desselben Jahres in das Amt eingeführt. Er war von 2001 bis 2011 bischöfliche Delegierte für die Landwirtsseelsorge. Von 2013 bis 2014 war er der Apostolische Administrator des Bistums Elbląg.
Papst Franziskus nahm am 10. Mai 2014 seinen vorzeitigen Rücktritt aus gesundheitlichen Gründen an. Jan Styrna starb am 28. September 2022 im 82. Lebensjahr in Elbląg.